# Tor Wibom

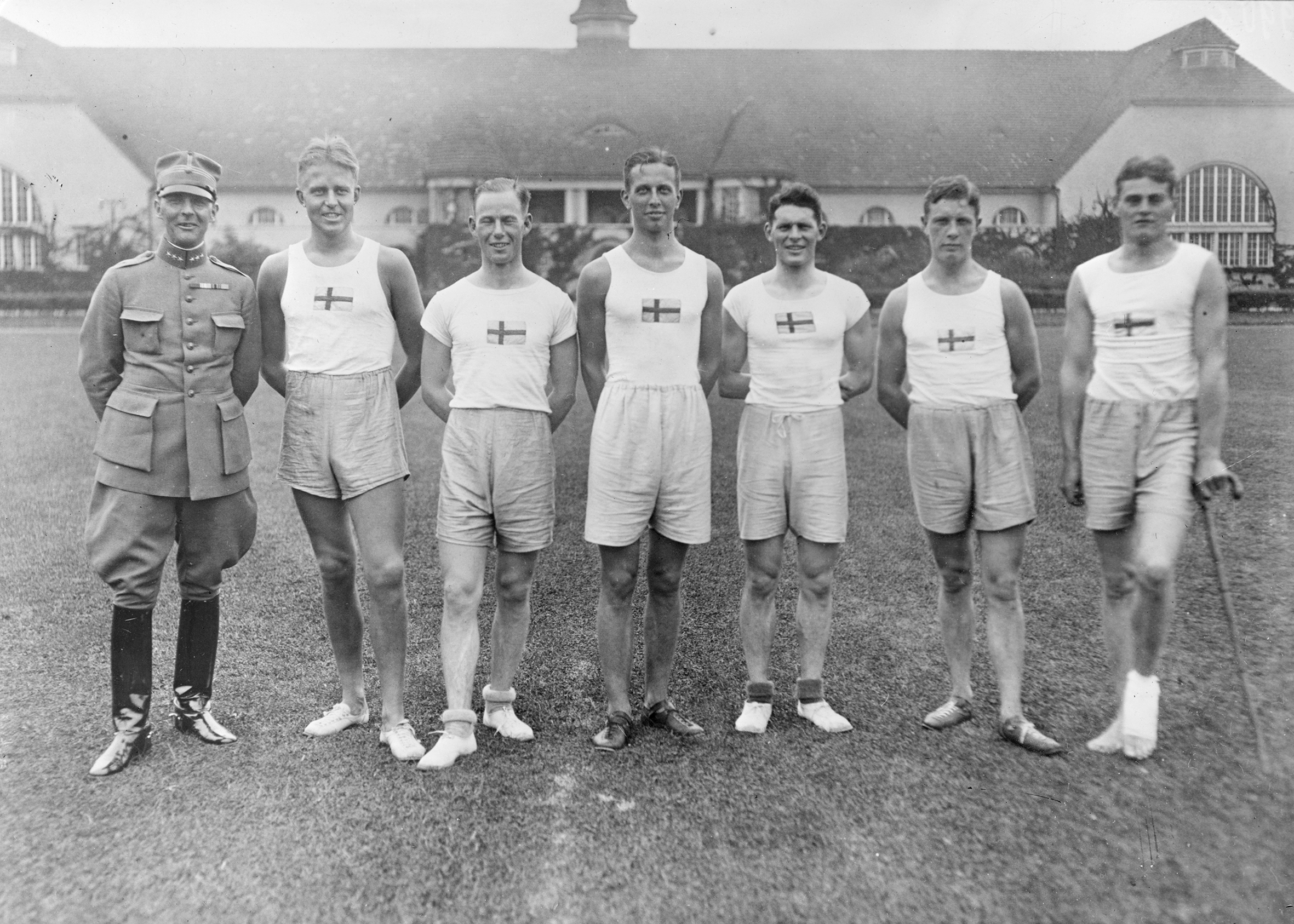
Sveriges moderna femkampslag 1927 ledd av Tor Wibom (till vänster). De övriga femkamparna Sven Thofelt, Björn Bjuggren, S. Lindström, Erik Drakenberg, G. af Klintberg och Ingvar Berg.

Tor Henrik Wibom, född 16 september 1885 i Vänersborg, död 1 mars 1975, var en svensk militär och sportchef.

## Biografi
Wibom var i sin ungdom en aktiv idrottsman, hans huvudsakliga idrotter var skytte och ridning, vilka lämpade sig väl för dåtidens officersutbildning. Han tjänstgjorde som officer vid Svea artilleriregementet. I sista skedet var han major vid regementet.
Inom idrotten började Wibom på 1910-talet intressera sig för modern femkamp, inom vilken han blev sportchef för det svenska laget 1920 , 1924 , 1928 och 1932 . Vid de olympiska spelen i Berlin 1936 tilldelades han den tyska olympiska hedersmedaljen (tyska " Deutsche Olympia-Ehrenzeichen ") som särskilt erkännande. Under mellankrigstiden var det svenska femkampslaget bäst  i de olympiska spelen. Wibom var även sekreterare i Svenska Olympiska Kommittén 1929–1946 och som sådan han en av de mest pådrivande för att Sverige även skulle delta i den olympiska konstutställningen i Berlin 1936, tillsammans smed konstnärerna Bertel-Nordström och Carl Gunne. Åren 1928–1948 arbetade han som generalsekreterare för Internationella femkampsorganisationen och 1948–1949 som dess ordförande. Dessutom var han en framstående person inom svensk militäridrott. Till Världsutställningen i Barcelona 1929 organiserade Wibom den svenska sportdelen.
Tor Wibom var starkt knuten till sin hemort Vänersborg. Han skänkte sina medaljer och utmärkelser från karriären till den lokala idrottsföreningen. Dessutom gjorde skulptören Arvid Källström en byst av honom som ett erkännande av det arbete han gjort för den svenska idrottsrörelsen. Bysten finns tillsammans med märken och medaljer samlade i Vänersborg. Dessutom grundade han fonden "Tor Wiboms Idrottsfond", som årligen på hans födelsedag den 16 september, delar ut ett bidrag till en idrottsverksamhet som varit verksam inom Vänersborgsidrotten.
Tor Wibom var son till landskamreraren i Älvsborgs län Olof Henrik Wibom och Hulda Malvina Wibom, född Andersson, samt bror till kommendörkapten Ivar Wibom.